# Anstaing
Anstaing is een gemeente in het Franse Noorderdepartement (Frans: département du Nord) (regio Hauts-de-France). De plaats maakt deel uit van het arrondissement Rijsel. Ten oosten van Anstaing stroomt de Marque. Anstaing telde op 1 januari 2022 1.643 inwoners.

## Geografie
De oppervlakte van Anstaing bedroeg op 1 januari 2022 2,3 vierkante kilometer; de bevolkingsdichtheid was toen 714,3 inwoners per km².

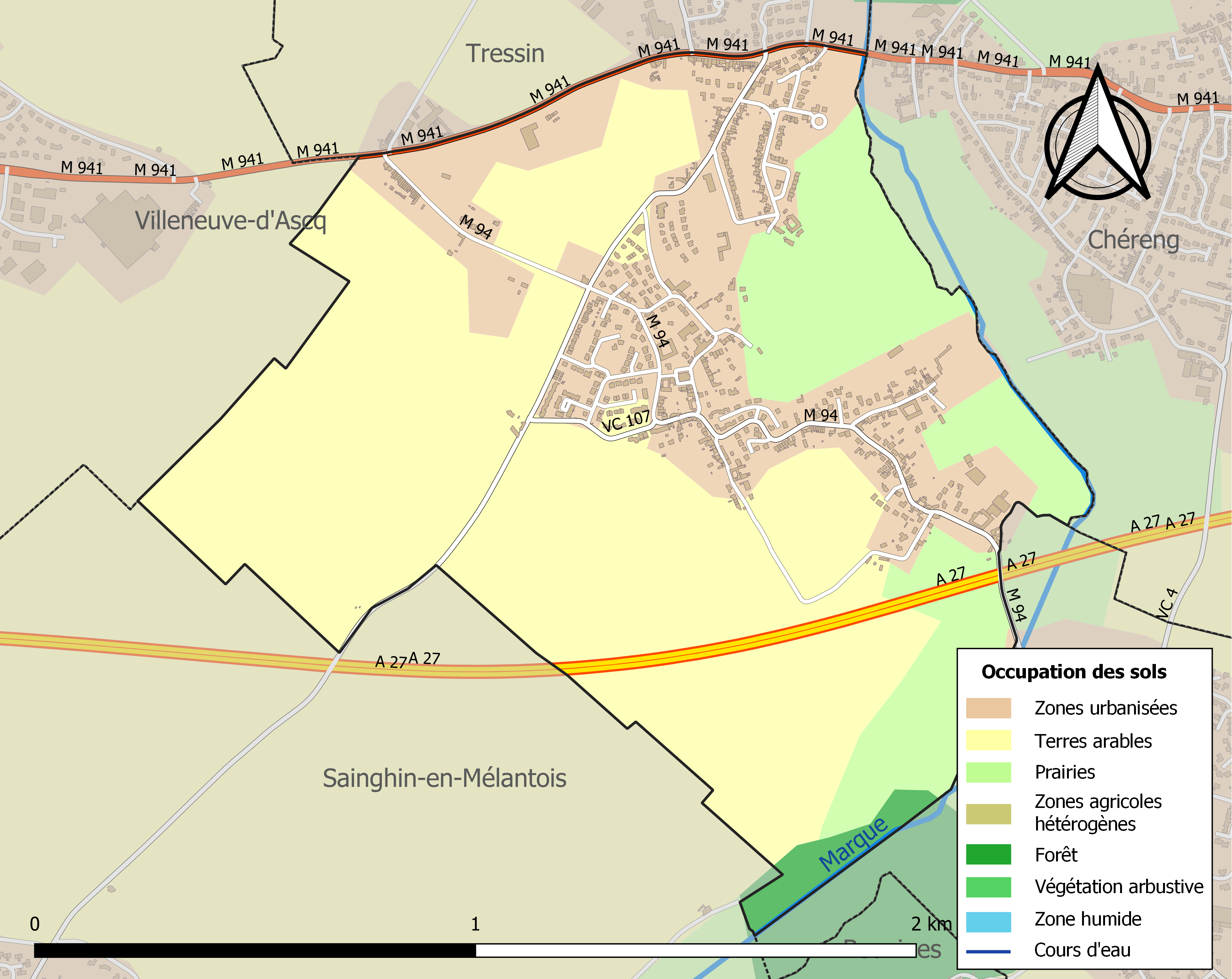
Kaart van de gemeente met de belangrijkste infrastructuur, bodemgebruik en omliggende gemeenten

## Bezienswaardigheden
- De Église Saint-Laurent
- Op de gemeentelijke begraafplaats van Anstaing bevindt zich een Brits oorlogsgraf uit de Tweede Wereldoorlog.

## Natuur en landschap
Anstaing ligt aan de spoorlijn van Rijsel naar Orchies. In het zuiden vindt men de autoweg A27. In het oosten loopt de Marque.

## Demografie
Onderstaande figuur toont het verloop van het inwonertal (bron: INSEE-tellingen).

## Verkeer en vervoer
Door het zuiden van de gemeente loopt de snelweg A27/E27, die er echter geen op- en afrit heeft. In de gemeente bevindt zich het station Anstaing langs de spoorlijn Somain - Halluin.

## Nabijgelegen kernen
Chereng, Tressin, Gruson, Villeneuve-d'Ascq